# Герб Романівського району
Герб Рома́нівського райо́ну — офіційний символ Романівського району Житомирської області, затверджений рішенням Романівської районної ради.

## Опис герба
Щит форми прямокутника з півколом в основі розділений золотим прямим нитяним хрестом. У першій червоній частині — срібна стріла на арці. У другій зеленій — срібна стріла з двома поперечинами вістрям догори у стовп. У третій червоній частині — срібний лапчастий хрест. У четвертій зеленій — срібна восьмипроменева гранована зірка з променями змінної довжини через один.
Щит облямований орнаментальною композицією з квіток льону і пшеничним колоссям, перевитою синьо-жовтою стрічкою, і увінчаний срібною короною із гербом області.